# Katarzyna Cudnik
Katarzyna Cudnik (* 12. April 1971 in Gdynia) ist eine polnische Malerin.

## Leben
Katarzyna Cudnik studierte Malerei von 1992 bis 1996 an der Akademie der Bildenden Künste Gdańsk. Sie wechselte dann 1996 für ein Studium in die Klasse von Gotthard Graubner zur Kunstakademie Düsseldorf. Bei Siegfried Anzinger erweiterte sie ab 1998 ihr Studium der Malerei und erhielt dann 2002 als Meisterschülerin den Akademiebrief.
Katarzyna Cudnik lebt und arbeitet in Düsseldorf.

## Ausstellungen (Auswahl)
- 2025 _EU UA_ - „Community of Artists in Europe“, Charity Projekt Düsseldorfer Künstler*innen in Solidarität mit der Ukraine, Weltkunstzimmer, Düsseldorf (G)
- 2025 ...und wir fangen gerade erst an - Künstlerinnen und Künstler des VdDK 1844, Kunsthalle Düsseldorf, Düsseldorf (G)
- 2025 Art Karlsruhe 2025, Galerie Bengelsträter, Karlsruhe
- 2024 Das kleine Format, Countdawn, Künstlerverein Malkasten Jacobihaus, Düsseldorf (G)
- 2024 Anonyme Zeichner*innen 2024 & Lines Fiction, Kunstraum Kreuzberg/Brethanien, Berlin (G)
- 2024 Discovery Art Fair Frankfurt, Galerie Bengelsträter, Frankfurt
- 2024 Die Neuen, Verein Düsseldorfer Künstler 1884, Sittart, Düsseldorf (G)

- 2024 30 Ja – Drei Jahrzehnte Kunst im Salzmannbau, Storage Museum, Düsseldorf (G)
- 2024 Green we can – Kunst für alle im Volksgarten, Bilder einer Ausstellung, Atelier am Eck, Düsseldorf (G)
- 2023 Das kleine Format, Botanik, Künstlerverein Malkasten Jacobihaus, Düsseldorf (G)
- 2023 SENSUAL SHINING COLOR, Galerie Bengelsträter, Düsseldorf (S)
- 2023 Green we can – Kunst für alle im Volksgarten, Cudnik & Ferrer, Düsseldorf (G)
- 2023 Blick nach vorn, Sechs Künstler aus fünf Ländern, Galerie Bengelsträter, Parktheater Iserlohn, Iserlohn (G)
- 2022 Das kleine Format, Wetter, Künstlerverein Malkasten Jacobihaus, Düsseldorf (G)
- 2022 Arc of Art, Dentons, Kö Quartier, von fraunberg art gallery, Düsseldorf (G)
- 2021 Das kleine Format, Transparenz, Künstlerverein Malkasten Jacobihaus, Düsseldorf (G)
- 2021 Frau mit Katze/Frau mit Kunst, Starke Frauen in Kunst und Kultur, Künstlerverein Malkasten, Düsseldorf (G)
- 2021 garden of pandemic delights – stay in touch, plan d . produzentengalerie, Düsseldorf (G)
- 2021 Kunstprojekt Polish Art Traces in Düsseldorf – Europe in the City, Polnisches Institut Düsseldorf, Made in Dialog e.V . und Curated Affairs, Düsseldorf (G)
- 2020 Das kleine Format, Arglos Gutes – private und kollektive Gegenwelten, Künstlerverein Malkasten Jacobihaus, Düsseldorf (G)
- 2020 Nachtbrötchen, Part2Gallery, Rheinterrasse, Düsseldorf (G)
- 2019 Das kleine Format, Künstler als Radfahrer, Künstlerverein Malkasten Jacobihaus, Düsseldorf (G)
- 2019 Benefiz Auktion, Haus Ethiopia e.V., Düsseldorf (G)
- 2019 Und die Wände schauen zurück…, plan d . produzentengalerie, Düsseldorf (G)
- 2019 Showdown, Kunstverein K41 e. V., Köln (G)
- 2019 Macro and around!, Katarzyna Cudnik & Ralf Berger, Duesseldorf Photo Weekend 2019, Düsseldorf (S)
- 2019 Anonyme Zeichner-Archiv zu Gast im Kunsthaus Kannen, Kunsthaus Kannen, Münster (G)
- 2018 Benefiz Auktion, Haus Ethiopia e.V., Düsseldorf (G)
- 2018 Düsseldorfer Nacht der Museen, Visuelle Klang Points, Cudnik & Hager, Katarzyna Cudnik, Carl Hager, Dmitrij Dihovichnij, Andreas Techler und Aljoscha, Düsseldorf (G)
- 2018 Ferne und Farbe, Cudnik & Hager, Duesseldorf Photo Weekend 2018, Düsseldorf (S)
- 2018 DIE GROSSE Kunstausstellung NRW Düsseldorf 2018, Museum Kunstpalast, Düsseldorf (G, K)
- 2017 Das kleine Format, Bilder die wir lieben, Künstlerverein Malkasten Jacobihaus, Düsseldorf (G)
- 2017 Benefiz Auktion, Haus Ethiopia e.V., Düsseldorf (G)
- 2017 Bewegte Weite, zu Gast in der Matthias Erntges Galerie, Düsseldorf (S, K)
- 2016 Künstler helfen Kindern, zu Gunsten Bunter Kreis Aachen e.V. unter der Schirmherrschaft von Ulla Schmidt, Aachen (G, K)
- 2014 Kunstsalon Flingern 2014, Künstlerverein WP8, Düsseldorf (G)
- 2014 Schmu, plan d. produzentengalerie, Düsseldorf (G)
- 2013 teint, zusammen mit Christoph Bucher, plan d. produzentengalerie, Düsseldorf (S)
- 2013 Anonyme Zeichner 2013, Kunstverein Tiergarten/Galerie Nord, Berlin (G,K)
- 2012 Bliźniemu swemu…, BWA Galerie für Zeitgenössische Kunst, Kattowitz, Polen (G)
- 2011 Düsseldorfer Künstler, Gemeinschaftsausstellung, Düsseldorf
- 2010 Anonyme Zeichner-Archiv, Kunstraum Kreuzberg/Bethanien, Berlin (G, K)
- 2010 Kunst fördert Kinder, Kunstauktion, Zeche Zollverein, Essen
- 2010 Huntenkunst 2010, Art Fair, Doetinchem, Niederlande
- 2009 Anonyme Zeichner N°10, Kunstraum Kreuzberg/Bethanien, Berlin (G, K)
- 2009 KunstWandelBilk, Düsseldorf
- 2009 15. Kunstausstellung Natur-Mensch, Sankt Andreasberg, Harz (G, K)
- 2008 Anonyme Zeichner N°9, Kunstraum Kreuzberg/Bethanien, Berlin (G, K)
- 2008 Y-Kunst aus der Furche, Kunstverein Oschatz, Oschatz (G)
- 2008 ROT, 30. Internationale Hollfelder Kunstausstellung, Hollfelder Kulturfreunde, Hollfeld (G)
- 2008 Künstler treffen Leser, Düsseldorf
- 2005 Sag’mir wo Zitronen blüh’n…Landschaft als malerische Erfindung, Eifel Museum, Blankenheim (G)
- 2005 Projektförderung „alles fliest“, 3. Kulturforum Ernst-Sachs-Bad, KulturPackt für Schweinfurt, Schweinfurt (G, K)
- 2005 Große Kunstausstellung Halle (Saale) 2005, Kunst Halle, Halle (G, K)
- 2005 Aqua-Dialog mit dem Wasser, Förderverein Kunst & Natur im Nationalpark Eifel, Gemünd (G, K)
- 2005 Nord Art 2005-Mysterium Kunst, KIC, Büdelsdorf (G)
- 2005 Raffinade, reinraum, Düsseldorf (E)
- 2002 FARB LUFT, Polnisches Institut, Düsseldorf (G)
- 2001 A Klasse, Ar Toll Labor, Bedburg-Hau (G)
- 2000 Bilder Künstler Gedanken, Lovells Boesebeck Droste, Düsseldorf, (G, K)
- 2000 Emprise Art Award 2000-Kunstwelten, NRW Forum, Düsseldorf (G, K)
- 2000 Woanders, Ar Toll Labor, Bedburg-Hau (G)
- 1999 Junge Kunst, Deutsch-Polnische Begegnungen, Verein zur Förderung des Kulturgutes in Ermland und Masuren, Reszel, Polen(G),
- 1997 auspolen, Polnisches Institut, Düsseldorf (G, K)
- 1995 Portfolio, Staats-Galerie, Sopot, Polen (G)
- 1993–1996 Stipendium für Hochbegabte, Polen